# Stratená
Stratená (in ungherese Sztracena) è un comune della Slovacchia facente parte del distretto di Rožňava, nella regione di Košice.